# Sahl Kirke (Holstebro Kommune)
 For alternative betydninger, se Sahl Kirke. (Se også artikler, som begynder med Sahl Kirke)
Sahl Kirke er en middelalderlig sognekirke i landsbyen Sahl i Sahl Sogn. Den er en anselig kampestenskirke med et vestvendt tårn og et våbenhus, som er tilføjet 1450 – 1500. Den regnedes tidligere som Ginding Herreds hovedkirke.
Kirken er kendt for sit "gyldne alter", som menes at være udført i Ribe ca. 1200, samme værksted som forfærdigede et alter til Stadil Kirke. Materialet er kobberstukne og forgyldte plader som kunstneren har dekoreret med motiver fra Jesu liv. I kobberet er centralt indsat bjergkrystaller.
I korbuen et sengotisk krucifiks i mørkt egetræ.
På nordvæggen er kalkmalerier som viser fire sengotiske helgener fra ca. 1520. Nærmest koret Sankt Laurentius og Jomfru Maria. De to øvrige kan eventuelt være Sankt Catharina og Sankt Dorothea.
Døbefonten er af grå granit med liljeornamentik.
Stolestaderne er i mørkt egetræ. Endvidere prædikestolen som er ret enkel. Stolene er formentlig fra ca. 1600-tallet.

## Eksterne kilder og henvisninger
- Sahl Kirke hos danmarkskirker.natmus.dk (Danmarks Kirker, Nationalmuseet)
- Sahl Kirke hos KortTilKirken.dk